# Edwin Asa Dix
Edwin Asa Dix, cuyo verdadero nombre fue Edwin Augustus Dix (25 de junio de 1860 – 24 de agosto de 1911), fue un autor estadounidense.

## Biografía
Dix nació en Newark, New Jersey, hijo de John Edwin y Mary Joy Dix. Asistió a la Escuela Latina Newark , luego a la Universidad de Princeton de la que se graduó en 1881 como primero en su clase con la media de puntos más alta que se otorgó aquella fecha (98.5%). En 1884 se graduó de la Escuela de Leyes de Columbia con los honores más altos. Posteriormente fue admitido en el buffet de abogados de Nueva York y New Jersey.
Dix viajó por el mundo desde 1890 hasta 1892. El 15 de agosto de 1895 contrajo matrimonio con Marion Alden Olcott en Valle de Cereza, Nueva York. No tuvieron hijos, y pasaron mucho tiempo de su vida de casados en el extranjero, estuvieron en Egipto, Suiza, y Colorado. Murió de repente en la Ciudad de Nueva York de miocarditis.
Dix fue un autor de ficción y artículos de viaje en varias revistas, así como libros de viaje, novelas, y una historia de Samuel de Champlain. Él también trabajó como Editor Literario de The Churchman. Además, compuso "Musical Critic's in Dream" pieza que llegó a ser tocada en múltiples ocasiones por la banda de John Philip Sousa.

## Trabajos seleccionados
- A midsummer drive through the Pyrenees, New York London, G.P.Putnam's sons 1890.
- Deacon Bradbury: a novel, New York, The Century Co., 1900.
- Old Bowen’s legacy: a novel, New York, The Century Co., 1901.
- Champlain, the founder of New France, New York, D. Appleton and company, 1903.
- Prophet's Landing: a novel, New York, C. Scribner's Sons, 1907.
- After twenty years, Princeton University Class of 1881. New York, 1901.
- After twenty-five years, Princeton University Class of 1881. New York, 1906.
- Bulletin of class news, Princeton University Class of 1881. New York, 1908.